# 올리브잎

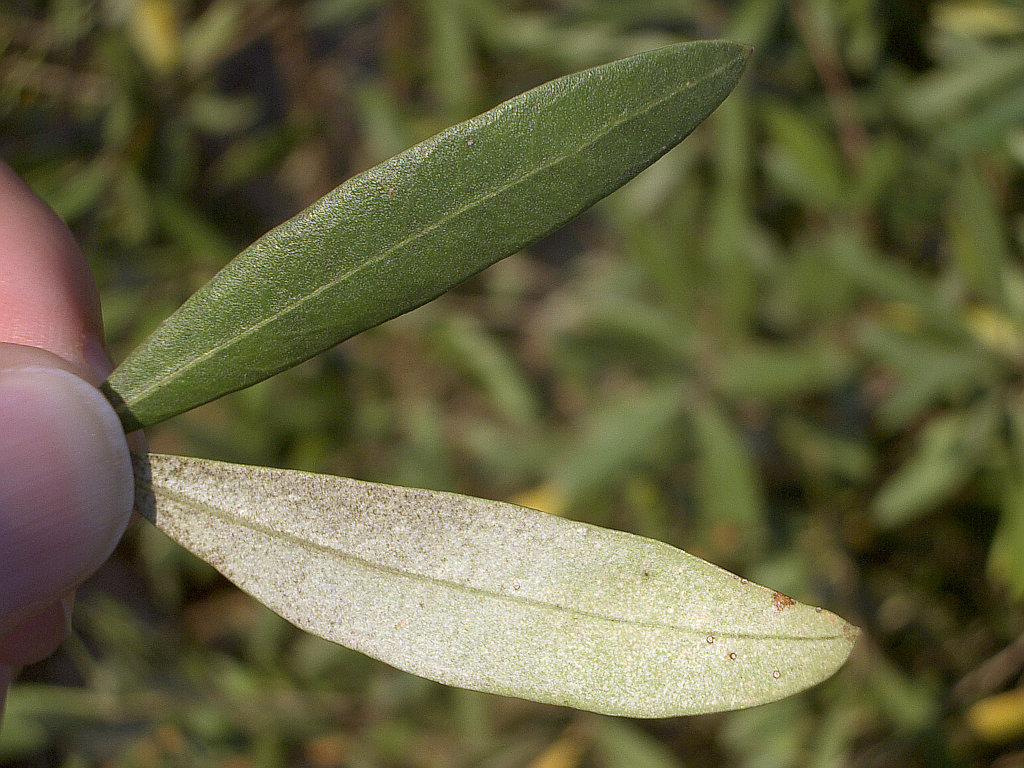
포르투갈의 올리브 나무 잎

올리브 잎(영어: olive leaf)은 올리브 나무(Olea europaea)의 잎이다. 올리브 오일은 풍미와 건강상 이점이 있는 것으로 잘 알려져 있지만, 올리브 잎과 그 추출물이 건강에 미치는 영향에 대해서는 잘 알려져 있지 않다.

## 같이 보기
- 올리브
- 올리브 오일